# Vladimir Fernández
Pour les articles homonymes, voir Fernández.
Fernández  Torres est un nom espagnol. Le premier nom de famille, en général paternel, est Fernández ; le second, en général maternel, souvent omis, est Torres.
Vladimir Jesús Fernández Torres, né le 27 janvier 1988 à San Ramón, est un coureur cycliste costaricien.

## Biographie
Le 31 janvier 2018, l'UCI annonce qu'il a été contrôlé positif à l'EPO CERA le 22 décembre précédent, au cours du Tour du Costa Rica 2017, qu'il avait terminé cinquième et dont il avait remporté une étape, ce qui lui vaut une suspension provisoire. Il est suspendu quatre ans jusqu'au 21 décembre 2021.

## Palmarès
- 2013
  - 3e étape du Tour du Nicaragua
- 2017
  - 4e étape du Tour du Costa Rica

## Classements mondiaux
| Année            | 2017 |
| ---------------- | ---- |
| UCI America Tour | 274e |